# Ipomoea calyptrata
Ipomoea calyptrata är en vindeväxtart som beskrevs av Damm. Ipomoea calyptrata ingår i släktet praktvindor, och familjen vindeväxter. Inga underarter finns listade i Catalogue of Life.